# Charles Laval
Charles Laval (Párizs, 1862. március 17. – Párizs, 1894. április 27.) francia posztimpresszionista festő.
Charles Laval a realista Léon Bonnat-tól tanult a párizsi École des Beaux-Arts-ban. 1886 nyarán Pont-Avenben, a festőkolóniában megismerkedett Paul Gauguinnel és Vincent van Gogh-gal. Előbbi meg is festette portréját egy csendélettel ötvözve. 1887 áprilisában Laval és Gauguin Panamába utazott dolgozni, majd onnan Martinique-re hajóztak festeni. 1887 novemberében tértek vissza Párizsba.
Laval excentrikus, színpompás művészete egybeesett Gauguinnek a szintetizmusról alkotott elképzeléseivel. A két művész alkotásainak olykor megdöbbentő hasonlósága miatt a művészettörténészek arra jutottak, hogy néhány Laval-képet helytelenül Gauguinnek tulajdonítottak, akinek aláírását később hamisították rá az alkotásokra, hogy enmeljék piaci értéküket. Ilyen kép például a Nők kecskével a faluban (Femmes et Chevre dans le Village).
Laval és Gauguin visszatért a festőkolóniába, de barátságuk megromlott, miután előbbi eljegyezte Émile Bernard testvérét, Madeleine Bernard-t, akibe Gauguin is beleszeretett. Kevéssel Pont-Avenbe érkezése után Laval gümőkóros lett. 1890-ben Kairóba utazott, abban a reményben, hogy az ottani klíma javít állapotán. Párizsban halt meg 1894. április 27-én.

## Alkotásai

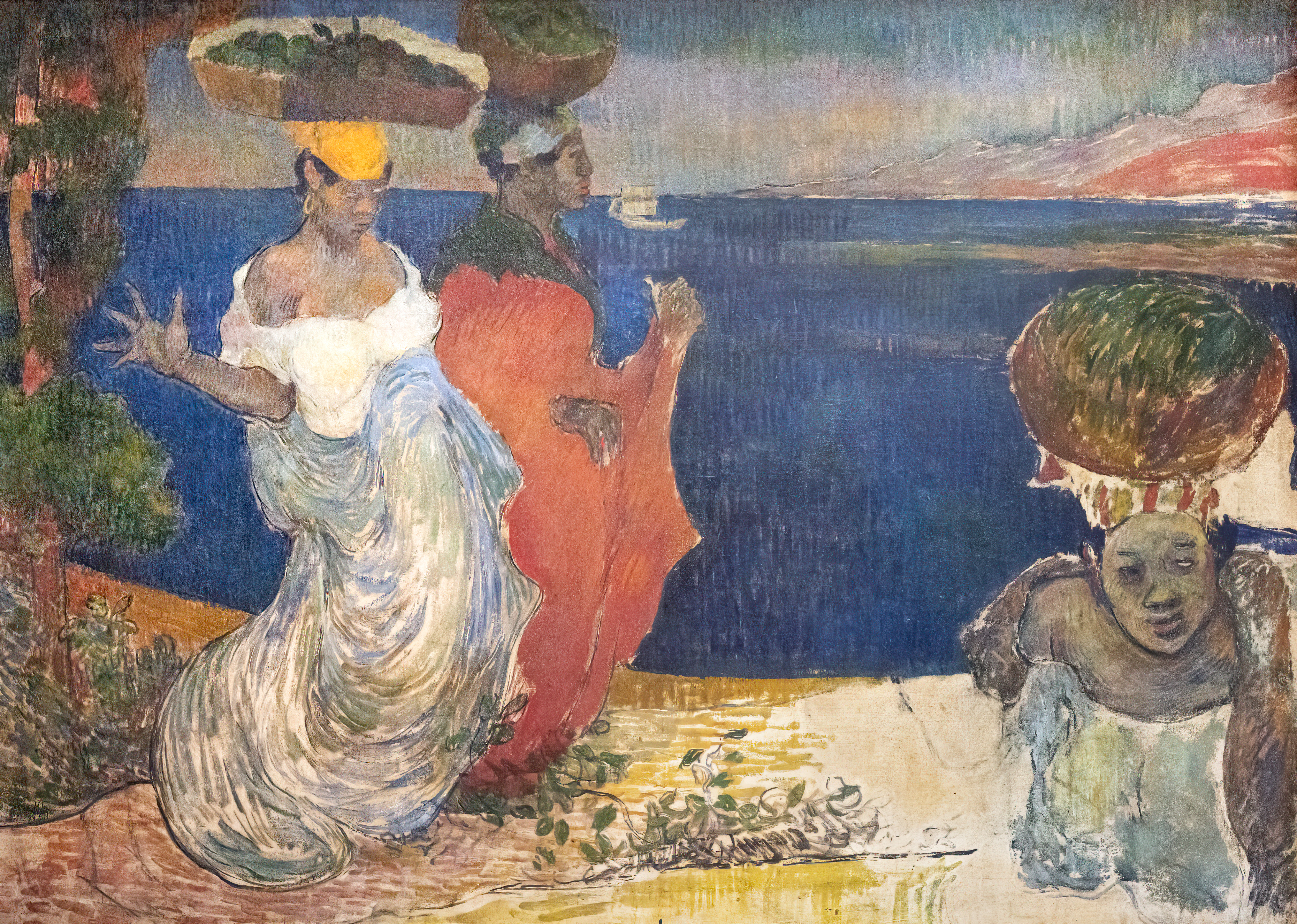
1887-es martinique-i kép
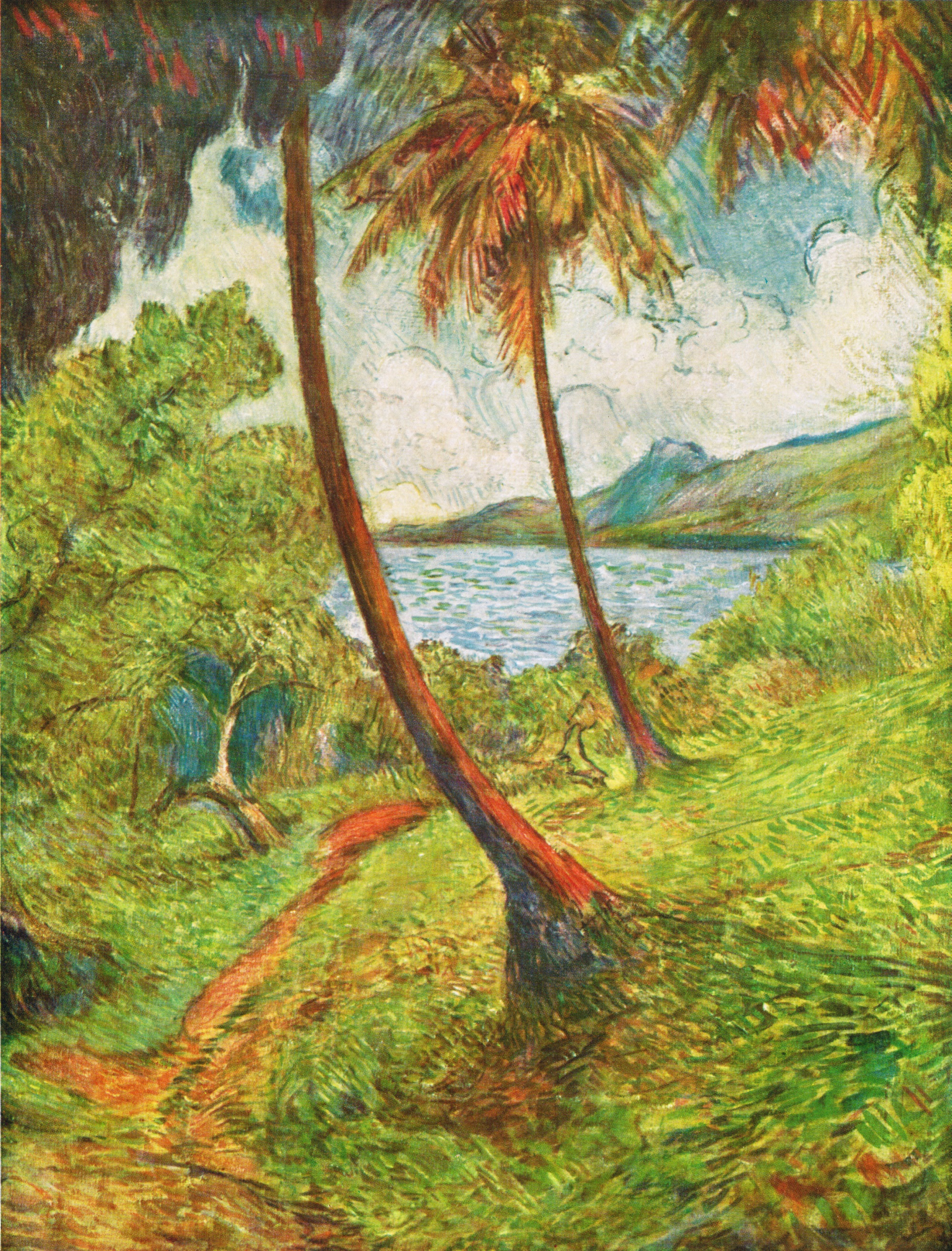
Martinique-i tájkép
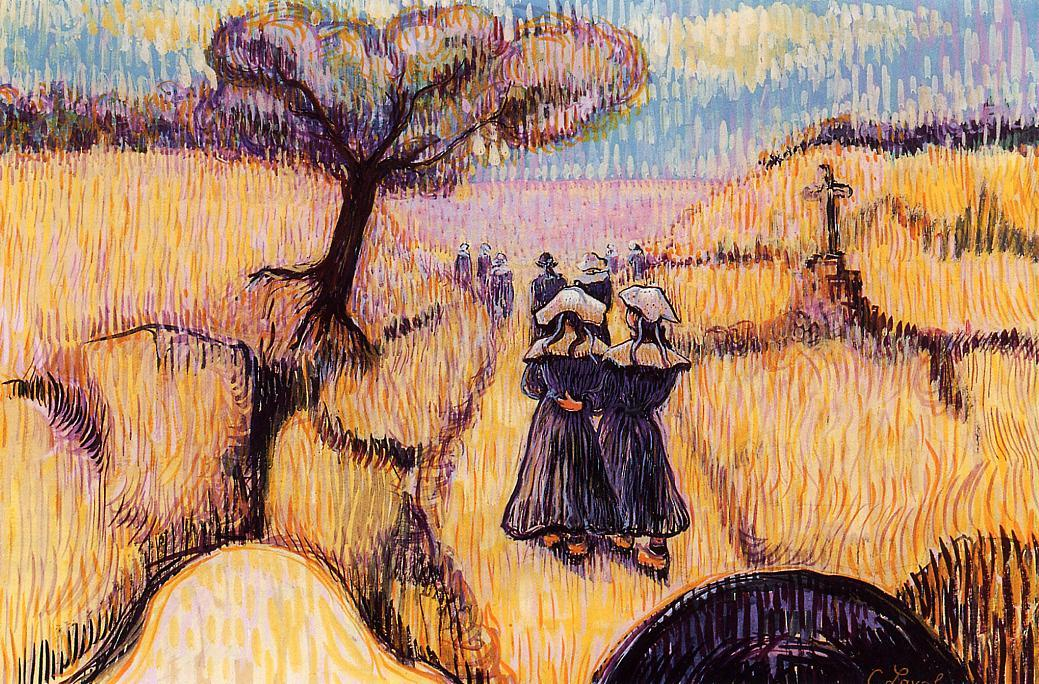
Bretagne, 1899
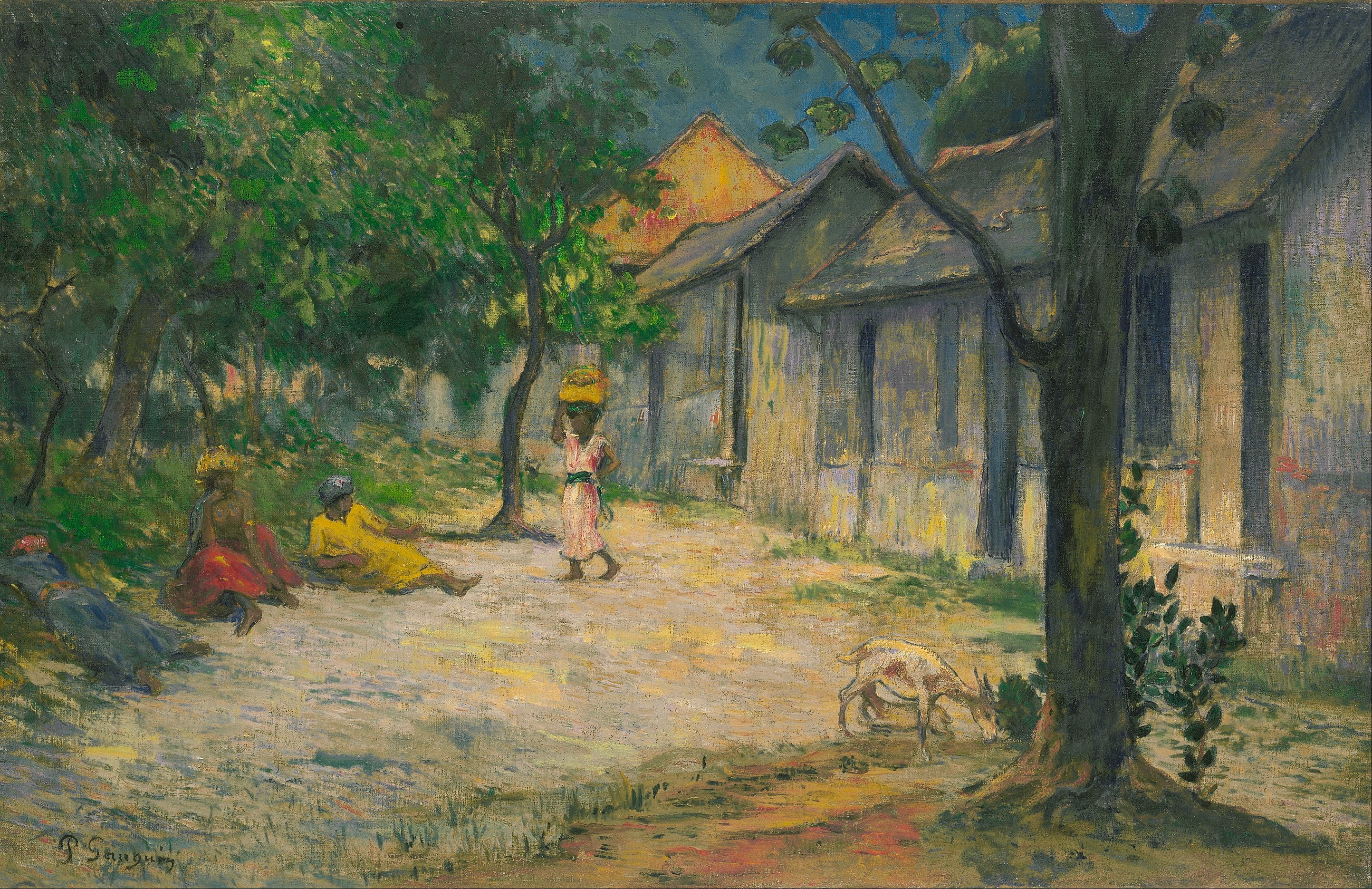
Nők kecskével a faluban
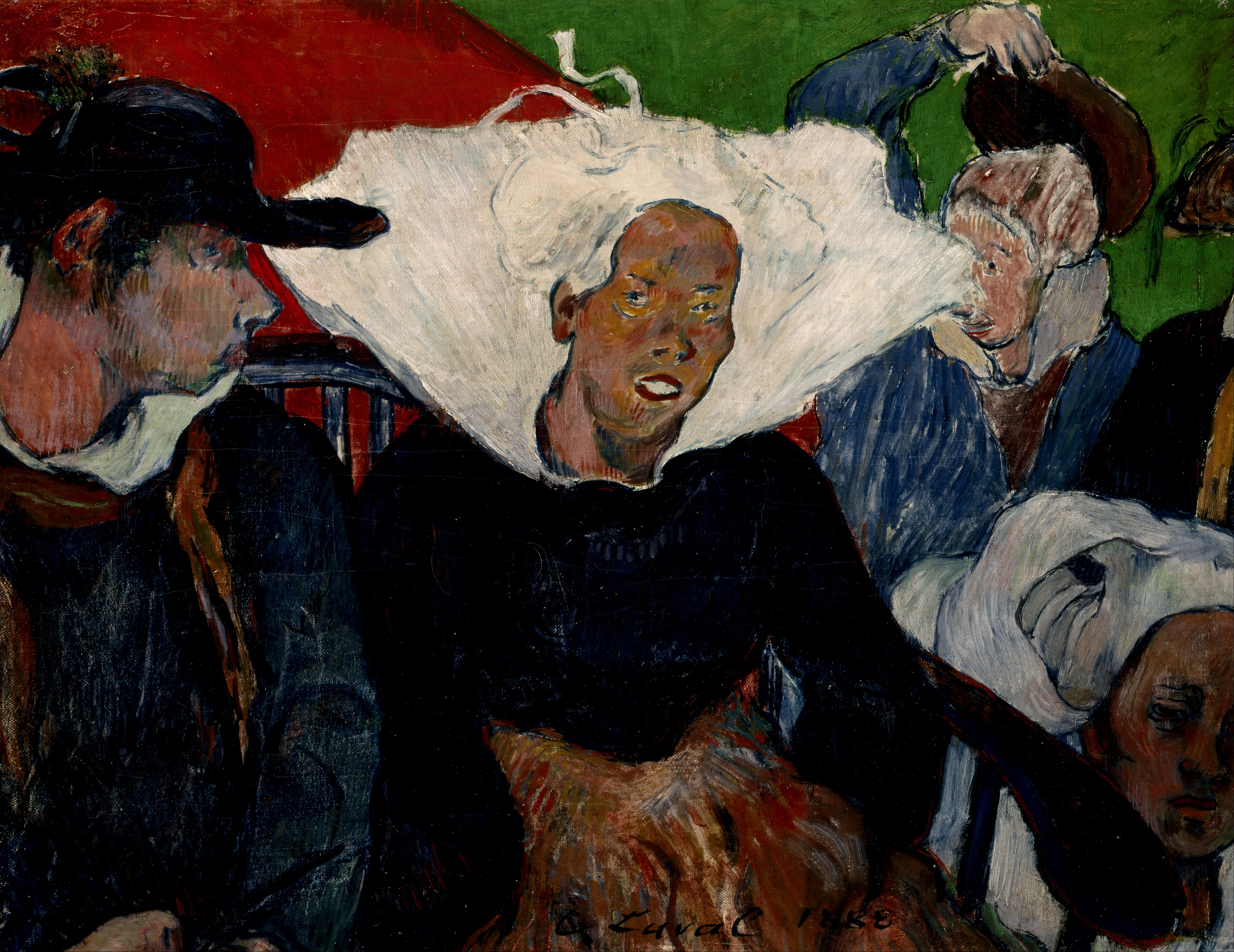
Breton piac
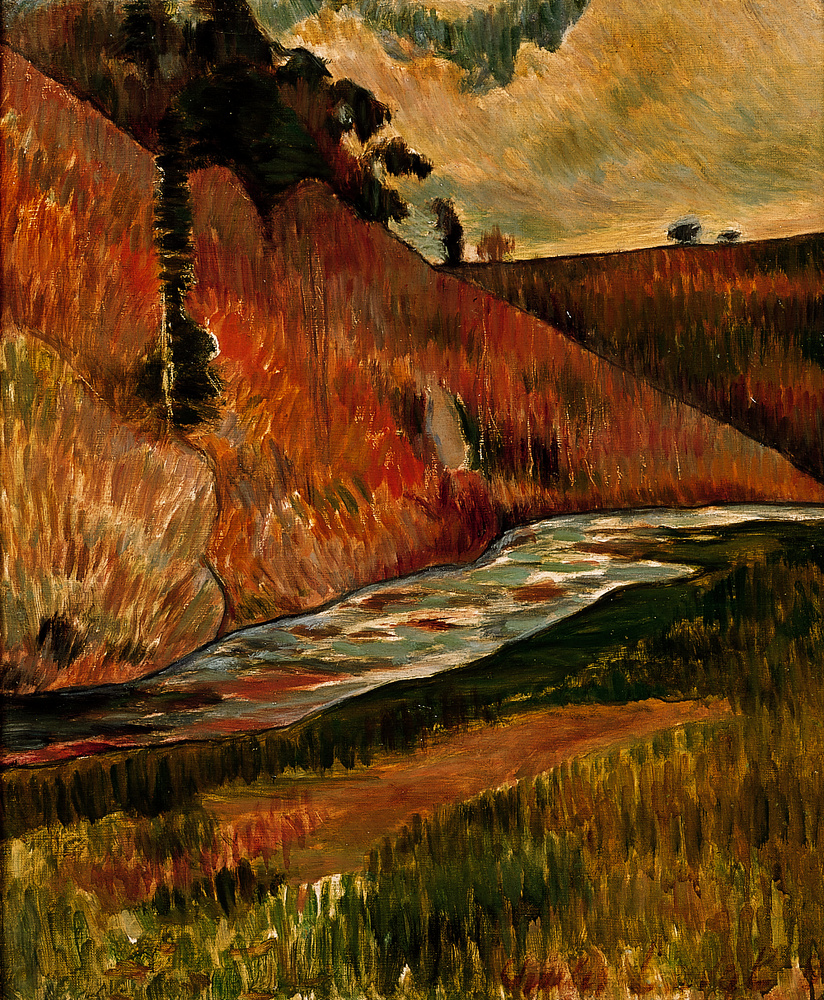
1889-es tájkép